# Demetrius Pinder
Demetrius Rashad Pinder (Grand Bahama, 13 febbraio 1989) è un velocista bahamense, specializzato nei 400 metri piani.
Ha vinto la medaglia d'oro olimpica ai Giochi olimpici di Londra 2012 nella staffetta 4×400 metri maschile.

## Palmarès
| Anno | Manifestazione  | Sede           | Evento      | Risultato  | Prestazione | Note                                     |
| ---- | --------------- | -------------- | ----------- | ---------- | ----------- | ---------------------------------------- |
| 2010 | Giochi CAC      | Mayagüez       | 400 m piani | Batteria   | 46"29       |                                          |
| 2010 | Giochi CAC      | Mayagüez       | 4×400 m     | Argento    | 3'01"82     |                                          |
| 2011 | Campionati CAC  | Mayagüez       | 200 m piani | Finale     | dns         |                                          |
| 2011 | Campionati CAC  | Mayagüez       | 4×100 m     | 4º         | 39"46       |                                          |
| 2011 | Mondiali        | Taegu          | 400 m piani | Semifinale | 45"87       |                                          |
| 2012 | Mondiali indoor | Istanbul       | 400 m piani | Argento    | 45"34       | Miglior prestazione personale stagionale |
| 2012 | Giochi olimpici | Londra         | 400 m piani | 7º         | 44"98       |                                          |
| 2012 | Giochi olimpici | Londra         | 4×400 m     | Oro        | 2'56"72     | Record nazionale                         |
| 2014 | World Relays    | Nassau         | 4×400 m     | Argento    | 2'57"59     | Miglior prestazione personale stagionale |
| 2015 | World Relays    | Nassau         | 4×400 m     | Argento    | 2'58"91     | Miglior prestazione personale stagionale |
| 2016 | Giochi olimpici | Rio de Janeiro | 200 m piani | Batteria   | dq          |                                          |
| 2017 | World Relays    | Nassau         | 4×400 m     | 13º        | 3'08"29     |                                          |